# Раббан Бар Саума

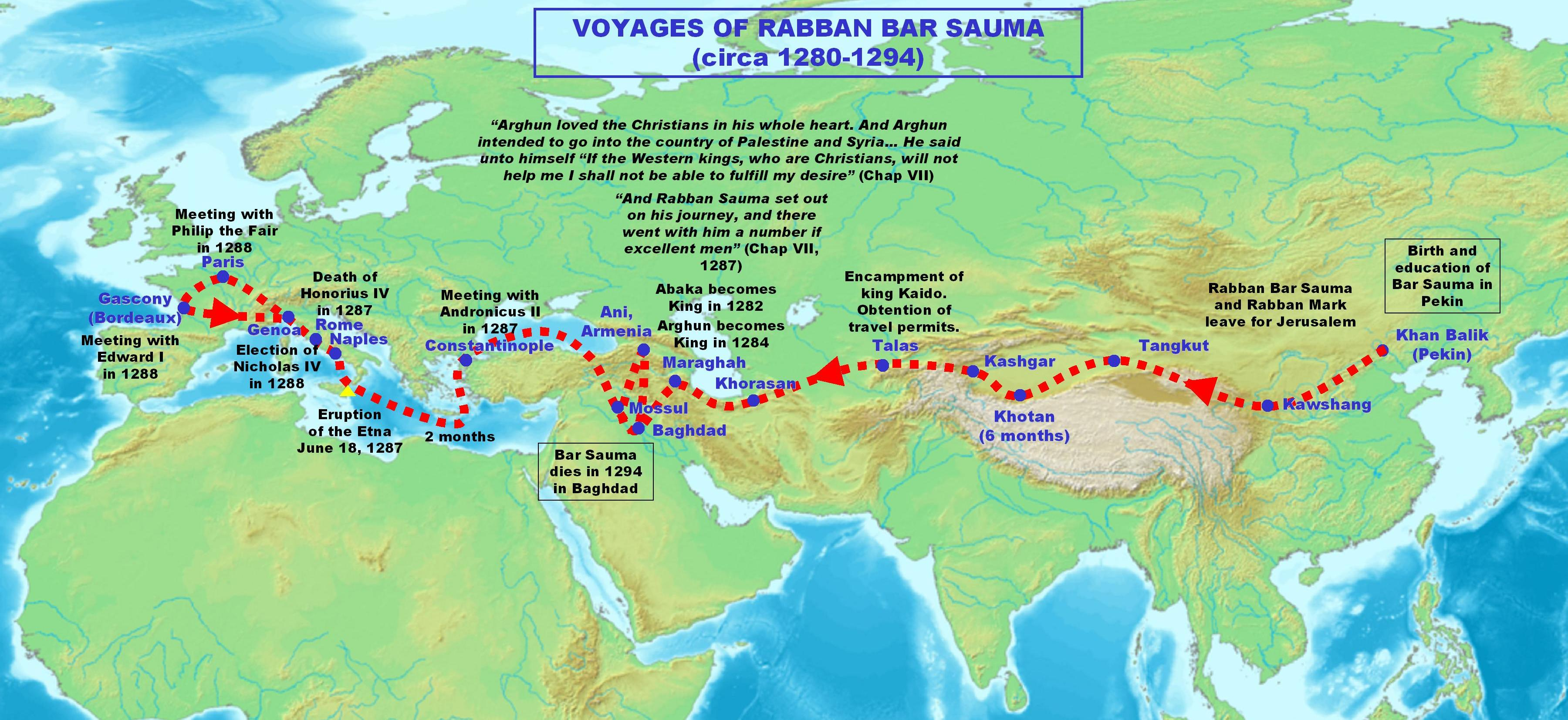
Географія та хронологія подорожі Бар-Сауми

Раббан Бар-Саума (близько 1220, Ханбалик — січень 1294, Мераге) — монах-мандрівник та дипломат часів монгольського володарювання в Азії, що належав до Несторіанської Церкви Сходу. Користуючись підтримкою монгольських ханів Хубілая (засновника династії Юань в Китаї) та Аргуна (четвертого володаря держави Хулагуїдів), Бар-Саума виконав подорож до Європи та повернувся до Аргуна із буллою від папи Римського Миколая IV. Від Бар Сауми зберігся докладний нарис його подорожі, який містить унікальні історичні свідоцтва.

## Біографічні джерела
До 1887 року подорож Бар-Сауми була відома лише з твору його сучасника, сирійського енциклопедіста гебрейського походження, Бар-Ебрея. У названому році західні дослідники дісталися сирійського манускріпту із біографією Бар-Сауми та Марка Ябаллахи III, несторіанського патріарха, із яким Бар-Саума виконав частину своєї подорожі. Манускрипт було винайдено у районі Урмія, Іран.

## Мотиви та політичний фон подорожі
Бар-Ебрей зазначує, що Бар-Саума та Ябаллаха прямували до Єрусалиму на поклоніння, за наказом Хубілая. Сирійський манускрипт не має згадки про це, однак, на думку Баджа, ця версія є переконливою: монгольські володарі мріяли про захоплення Єрусалиму (див. Близькосхідний похід монголів) та шукали підтримки християнських володарів Європи. Доручення місії простим монахам було влучним стратегічним рішенням.
Кількома роками раніше від Бар-Сауми із аналогічною місією до папи Гонорія IV дістався інший несторіанський діяч з кола Хубілая, Isa Kelemechi. Аналогічну місію з католицького боку очолив Джованні Да Плано Карпіні (1180—1252) у 1245 році. Одночасно з Бар Саумою кур'єром між західними володарями та монголами виступав Бускарелло де Гізольфі.

## Біографія

### Ранні роки
Згідно Бар-Ебрею, Саума та Ябаллаха були уйгурами. Саума народився у заможній християнській родині у монгольській столиці Китаю (Ханбалик, сучасний Пекін). Заручений з молодого віку, у 20 років він відмовився від шлюбу та обрав шлях монаства, до розпачу батьків. Ябаллаха (1245-), трохи молодший від нього, звернувся до Сауми за духовним керівництвом. Саме між ними й виникла ідея подорожі до Єрусалиму. Монахи отримали підтримку несторіанської спільноти та вирушили з Ханбалику разом із караваном.